# Creep (canción de Radiohead)
«Creep» es el sencillo debut de la banda de rock británica Radiohead, lanzado el 21 de septiembre de 1992. Apareció en su álbum de estudio debut, Pablo Honey (1993).
Las letras de Thom Yorke expresan una atracción romántica obsesiva y autodestructiva. Cuando la canción pasa al coro, Jonny Greenwood produce ráfagas de ruido de guitarra. Radiohead tomó elementos de la canción de 1974 «The Air That I Breathe»; luego de una acción legal, se acredita a Albert Hammond y Mike Hazlewood como coautores.
Radiohead no había planeado lanzar «Creep» y lo grabó por sugerencia de los productores, Sean Slade y Paul Q. Kolderie, mientras trabajaban en otras canciones. Kolderie convenció a su sello discográfico, EMI, de lanzar «Creep» como sencillo. Inicialmente no fue un éxito, pero logró reproducción en la radio en Israel y se hizo popular en la radio estadounidense de rock alternativo. Fue reeditado en 1993 y se convirtió en un éxito mundial, comparado con «himnos holgazanes» del rock alternativo como «Smells Like Teen Spirit» de Nirvana y «Loser» de Beck.
Las críticas de «Creep» fueron en su mayoría positivas, y los críticos lo compararon con el trabajo de U2. EMI presionó a Radiohead para igualar su éxito, lo que generó tensión durante la grabación de su segundo álbum, The Bends (1995). Es atípico del trabajo posterior de Radiohead; la banda se cansó de él, sintiendo que establecía expectativas limitadas de su música y no la interpretó durante varios años. Aunque lograron un mayor éxito comercial y crítico con álbumes posteriores, «Creep» sigue siendo el sencillo más exitoso de Radiohead. Fue nombrado uno de los mejores sencillos de debut y una de las mejores canciones de Rolling Stone. En 2021, Yorke lanzó una versión remezclada con sintetizadores y guitarra acústica de extensión temporal.

## Historia

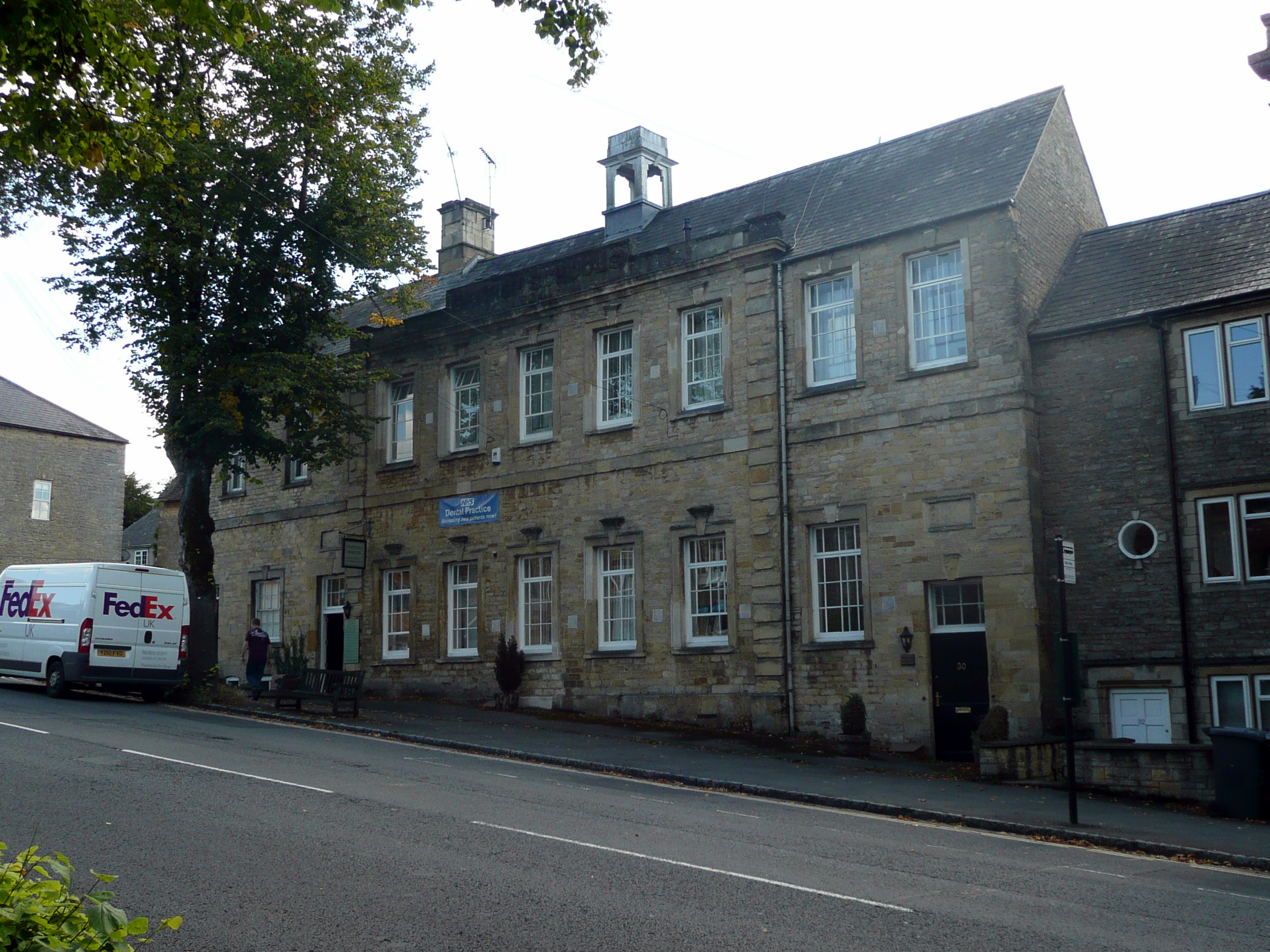
Los antiguos estudios de grabación Chipping Norton, Oxfordshire, donde Radiohead grabó «Creep».

El lanzamiento debut de Radiohead, Drill EP, fue lanzado en 1992 por EMI. Para su sencillo debut, Radiohead contrató a los productores estadounidenses Sean Slade y Paul Q. Kolderie y lo grabó en Chipping Norton Recording Studios en Chipping Norton, Oxfordshire. Trabajaron en las canciones «Inside My Head» y «Lurgee», pero sin resultados. Entre ensayos, Radiohead interpretó espontáneamente otra canción, «Creep», que el cantante Thom Yorke había escrito en la Universidad de Exeter a fines de la década de 1980. Yorke lo describió en broma como su «canción de Scott Walker», que Slade y Kolderie malinterpretaron; cuando salían del estudio esa noche, Slade le dijo a Kolderie: «Lástima que su mejor canción sea una versión».
Después de que más sesiones de grabación no dieran resultados, Kolderie sugirió que Radiohead grabara «Creep». Radiohead la interpretó en una sola toma, después de lo cual todos en el estudio estallaron en aplausos. Después de que Radiohead le asegurara a Kolderie que «Creep» era una canción original, llamó a EMI y los convenció de lanzarla como sencillo. Según Kolderie, «Todos [en EMI] que escucharon a Creep comenzaron a volverse locos».
La versión emitida para la reproducción de radio reemplaza la línea «so fucking special» con «so very special». A Radiohead le preocupaba que la emisión de una versión censurada se agotara, pero decidió que era aceptable ya que sus ídolos, Sonic Youth, habían hecho lo mismo; no obstante, el guitarrista Jonny Greenwood dijo que la prensa británica «no quedó impresionada». Durante la sesión de grabación de la letra censurada, Kolderie convenció a Yorke de reescribir el primer verso, diciendo que pensaba que Yorke podría hacerlo mejor.

## Letra
Greenwood dijo que la letra estaba inspirada en una chica que Yorke había seguido y que inesperadamente asistió a una actuación de Radiohead. John Harris, entonces corresponsal en Oxford de Melody Maker, dijo que «Creep» trataba sobre una chica que frecuentaba la lujosa Little Clarendon Street en Oxford. Según Harris, Yorke prefería el Jericho más bohemio y expresó su incomodidad con las líneas «What the hell am I doing here?/ I don't belong here».
Cuando se le preguntó acerca de «Creep» en 1993, Yorke dijo: «Tengo un verdadero problema siendo un hombre en los años ‘90... Cualquier hombre con alguna sensibilidad o conciencia hacia el sexo opuesto tendría un problema. De hecho, afirmarse en una forma masculina forma sin parecer que estás en una banda de hard rock es algo muy difícil de hacer... Vuelve a la música que escribimos, que no es afeminada, pero no es brutal en su arrogancia. Es una de las cosas que siempre intento: afirmar una personalidad sexual y, por otro lado, tratar desesperadamente de negarla». Greenwood dijo que «Creep» era de hecho una canción feliz sobre «reconocer lo que eres». Yorke dijo que no estaba contento con la letra y pensó que eran «bastante una mierda».

## Composición

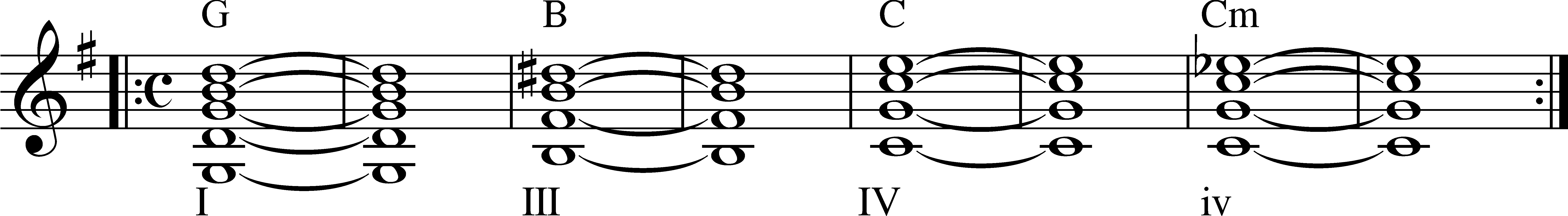
El ostinato de «Creep» presenta una mezcla modal, tonos comunes entre tríadas adyacentes —B entre G y B, C y G entre C y Cm, ver: Cifrado— y un énfasis en la armonía subdominante —IV = C en G mayor—.

La progresión de acordes G–B–C–Cm se repite a lo largo de la canción, solo alternando entre acordes arpegiados en los versos y el último coro y fuertes acordes de potencia durante los dos primeros coros. En sol mayor, estos pueden interpretarse como «I–V7/vi–IV–iv». Según Guy Capuzzo, el ostinato retrata musicalmente «la letra obsesiva de la canción, que representa la “rabia autolacerante de un enamoramiento fallido”». Por ejemplo, los «tonos más altos del ostinato forman una línea cromática prominente que “se arrastra” hacia arriba y luego hacia abajo, involucrando grados de escala {\displaystyle {\hat {5}}}– ♯{\displaystyle {\hat {5}}}– {\displaystyle {\hat {6}}}– ♭{\displaystyle {\hat {6}}}....[mientras] asciende, la letra se esfuerza hacia el optimismo ... Descendiendo, el sujeto se hunde de nuevo en la agonía de la autocompasión ... La mano inquieta del guitarrista refleja este contorno».
Los ocho del medio originalmente presentaban un solo de guitarra de Greenwood. Cuando el guitarrista Ed O'Brien señaló que la progresión de acordes era la misma que la de la canción de 1972 «The Air That I Breathe», Yorke escribió un nuevo octavo medio usando la misma melodía vocal. Según Greenwood, «Fue divertido para nosotros en cierto modo, introducir algo así en [eso]. Es un poco de cambio».
Cuando la canción cambia del verso al estribillo, Jonny Greenwood toca tres ráfagas de ruido de guitarra —«notas muertas» tocadas al soltar la presión de la mano del traste y tocar las cuerdas—. Greenwood dijo que hizo esto porque no le gustaba lo tranquila que era la canción; explicó: «Así que golpeé la guitarra con fuerza, muy fuerte». O'Brien dijo: «Ese es el sonido de Jonny tratando de joder la canción. Realmente no le gustó la primera vez que la tocamos, así que intentó estropearlo. E hizo la canción». Slade y Kolderie sugirieron que Greenwood añadiera piano. Durante la mezcla final, Kolderie olvidó agregar el piano hasta el final; sin embargo, la banda aprobó el resultado. Según el crítico de The Guardian, Alexis Petridis, «Creep» tiene una «falta casi total de parecido» con la música posterior de Radiohead.

## Video musical
El video musical «Creep» fue filmado en Venue, Oxford. Para el video, Radiohead realizó un breve concierto gratuito, tocando «Creep» varias veces. Donaron las ganancias de los miembros de la audiencia a la revista de Oxford Curfew, que había cubierto sus primeros trabajos. En la audiencia estaba el músico electrónico Four Tet, entonces un adolescente, que más tarde apoyó a Radiohead en la gira y colaboró con Yorke.

## Lanzamiento
| Tener un gran éxito como ese no estaba en el plan de juego. Estábamos aturdidos... En la primera gira se agotaron las entradas, y nuestro mánager de la gira estadounidense decía: «Sabes, he estado de gira con bandas que han estado haciendo esto durante siete u ocho años, y esto no es habitual». Así que fue realmente genial por un lado. Pero por otro lado no pudimos seguirlo. El álbum tenía un par de otras canciones que estaban bien, pero no teníamos un cuerpo de trabajo. No sabíamos lo que estábamos haciendo.—Ed O'Brien |

EMI lanzó «Creep» como sencillo el 21 de septiembre de 1992, cuando alcanzó el número 78 en la UK Singles Chart, vendiendo 6000 copias. BBC Radio 1 lo encontró «demasiado deprimente» y lo excluyó de las listas de reproducción. Radiohead lanzó los sencillos de seguimiento «Anyone Can Play Guitar» y «Pop Is Dead», que no tuvieron éxito. «Creep» se incluyó en el álbum debut de Radiohead, Pablo Honey, lanzado el 22 de febrero de 1993.
Hacia fines de 1992, el DJ israelí Yoav Kutner tocó «Creep» a menudo en la radio israelí, un representante de EMI lo presentó y se convirtió en un éxito nacional. Radiohead rápidamente estableció fechas de gira en Israel para capitalizar el éxito. «Creep» tuvo un éxito similar en Nueva Zelanda, España y Escandinavia. En los EE. UU., «Creep» se convirtió en un éxito clandestino en California después de que se añadiera a una lista de reproducción de radio de rock alternativo en San Francisco. Se lanzó una versión censurada a las estaciones de radio. A mediados de 1993, «Creep» se había convertido en un éxito del rock alternativo en Estados Unidos, un «himno holgazán» en la línea de «Smells Like Teen Spirit» de Nirvana y «Loser» de Beck. Radiohead sorprendido por el éxito, Yorke le dijo a Melody Maker en 1993 que muchos periodistas lo malinterpretaron y le preguntaron si era una broma. En septiembre de 1993, Radiohead interpretó «Creep» en Late Night with Conan O'Brien, los primeros invitados musicales del programa.
Radiohead no quería reeditar «Creep» en el Reino Unido, pero cedieron tras la presión de la prensa musical, EMI y los fanes. La reedición, lanzada en el Reino Unido el 6 de septiembre de 1993, alcanzó el número siete en la UK Singles Chart. El lanzamiento fue reforzado por una actuación de Top of the Pops en septiembre, que generó críticas de periodistas musicales y artistas, incluido el guitarrista de Oasis, Noel Gallagher. En los EE. UU., «Creep» se vio favorecido por su aparición en un episodio de 1994 de la serie animada de MTV Beavis and Butt-Head; Capitol, el sello estadounidense de Radiohead, utilizó el respaldo en una campaña de marketing con el lema «Beavis and Butt-Head Say [Radiohead] Don't Suck». Una versión acústica de «Creep», tomada de una presentación en vivo en KROQ-FM el 13 de julio de 1993, se incluyó en el EP My Iron Lung de Radiohead de 1994.
En junio de 2008, «Creep» volvió a entrar en la UK Singles Chart en el número 37 después de su inclusión en Radiohead: The Best Of. En abril de 2019, en el Reino Unido, fue la canción más reproducida lanzada en 1992, con 10,1 millones de reproducciones. Sigue siendo el sencillo más exitoso de Radiohead.

## Recepción de la crítica
Larry Flick de Billboard escribió en su reseña de la reedición: «El corte mínimo, reforzado con solo un toque de ruido, se basa principalmente en una voz melódica y apropiadamente lánguida —que también salta al rango de falsete al estilo Bono— para unir todo. Un posible giro para la radio universitaria y alternativa. El vocalista Thom Yorke es nuestro héroe demasiado consciente de sí mismo que no dejará que una pequeña desilusión lo detenga. El gancho de la canción es la guitarra afilada como una navaja que enmarca el crujir de dientes de Yorke». Marisa Fox de Entertainment Weekly escribió que «Creep» fue «el último himno adolescente neurótico», uniendo la timidez de The Smiths, la voz y la guitarra de U2 y el «pop pesado pero crujiente» de The Cure. La gente la llamó una «canción pop sorprendente» y un «descenso apasionante hacia los oscuros arrepentimientos del amor».

## Legado

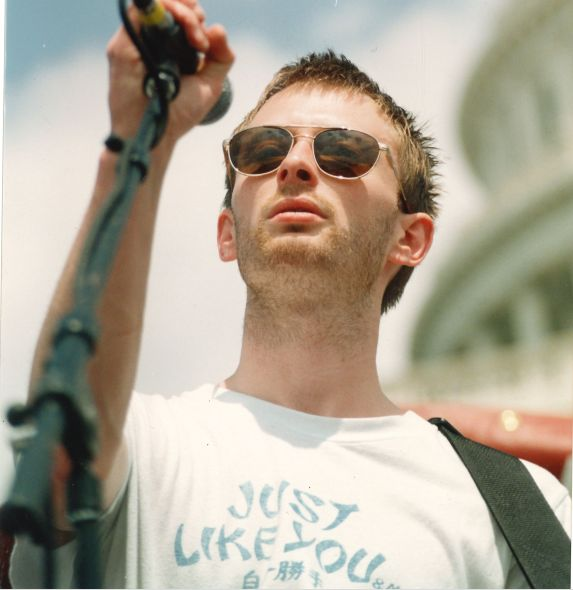
Thom Yorke en 1998.

Tras el lanzamiento de Pablo Honey, Radiohead pasó dos años de gira en apoyo de Belly, PJ Harvey y James. Interpretaron «Creep» en todos los espectáculos y llegaron a resentirse. O'Brien recordó: «Parecía que estábamos viviendo los mismos cuatro minutos y medio de nuestras vidas una y otra vez. Fue increíblemente atontador». Yorke le dijo a Rolling Stone en 1993: «Es como si no fuera nuestra canción nunca más ... Se siente como si estuviéramos haciendo una versión». Durante la primera gira estadounidense de Radiohead, los miembros de la audiencia gritaban por «Creep» y luego se iban después de que se realizó. Yorke dijo que el éxito los «amordazó» y casi hizo que se separaran; sintieron que estaban siendo juzgados por una sola canción. Radiohead estaba decidido a seguir adelante en lugar de «repetir ese pequeño momento de [nuestras] vidas para siempre».
Según O'Brien, el éxito de «Creep» significó que Radiohead no estaba en deuda con EMI, por lo que tuvo más libertad en su próximo álbum, The Bends (1995). El título del álbum, un término para la enfermedad por descompresión, hace referencia al rápido ascenso a la fama de Radiohead con «Creep»; Yorke dijo «simplemente subimos demasiado rápido». John Leckie, que produjo The Bends, recordó que EMI esperaba un sencillo «aún mejor» que «Creep», pero que Radiohead «ni siquiera sabía qué tenía de bueno en primer lugar». Radiohead escribió la pista de Bends «My Iron Lung» en respuesta, con las líneas: «This is our new song/just like the last one/a total waste of time». Yorke dijo en 1995: «La gente ha definido nuestro rango emocional con esa canción, “Creep”. Vi reseñas de “My Iron Lung” que decían que era como “Creep”. Cuando te enfrentas a cosas como esa, es como: “Vete a la mierda”. Esta gente nunca va a escuchar».
En enero de 1996, Radiohead superó las listas británicas de «Creep» con el sencillo de Bends «Street Spirit», que alcanzó el número cinco. Esto, junto con el éxito crítico de The Bends, estableció que Radiohead no eran one hit wonders. Durante la promoción del tercer álbum de Radiohead, OK Computer (1997), Yorke se volvió hostil cuando se mencionó «Creep» en las entrevistas y rechazó las solicitudes para reproducirlo, diciéndole a la audiencia de Montreal: «Váyanse a la mierda, estamos cansados de eso». Desestimó a los fanes que lo exigían como «analmente retrasado». Después de la gira, Radiohead no la interpretó hasta el bis de su concierto de bienvenida de 2001 en South Park, Oxford, cuando una falla en el equipo detuvo la interpretación de otra canción.
En un movimiento sorpresa, Radiohead interpretó «Creep» como la canción de apertura de su actuación principal en el Festival de Lectura de 2009. No la volvieron a interpretar hasta su gira de 2016 para A Moon Shaped Pool, cuando un fan pasó la mayor parte del concierto gritando por ella. Radiohead decidió reproducirlo para «ver cuál es la reacción, solo para ver cómo se siente». Volvieron a interpretar «Creep» durante el bis de su actuación principal en el Festival de Glastonbury ese año. Según el crítico de The Guardian, Alexis Petridis, «Dada la famosa relación conflictiva de Radiohead con su primer gran éxito... la actuación de “Creep” [fue] recibida con algo parecido al asombrado deleite». En 2017, O'Brien dijo: «Es bueno tocarlo por las razones correctas. A la gente le gusta y quiere escucharlo. Nos equivocamos al no tocarlo porque no quieres que se sienta como el mundo del espectáculo». En la misma entrevista, Yorke dijo: «A veces puede ser genial, pero otras veces quiero detenerme a la mitad y decir: “No, esto no está sucediendo”». En una entrevista de 2020, O'Brien desdeñó a Pablo Honey pero citó «Creep» como la «pista destacada».
Según el periodista Alex Ross en 2001, «Lo que diferenció a “Creep” del grunge de principios de los noventa fue la grandeza de sus acordes, en particular, su majestuoso giro de sol mayor a si mayor. No importa cuántas veces escuches la canción, el segundo acorde todavía navega maravillosamente de la nada. La letra puede decir: “I'm a creep”, pero la música dice: “Soy majestuoso”». Stephen Thomas Erlewine escribió en 2001 que «Creep» logró «un raro poder que es a la vez visceral e inteligente». En 2007, VH1 clasificó a «Creep» como la canción número 31 entre las mejores de la década de 1990. En 2020, Rolling Stone lo nombró el decimosexto mejor sencillo debut; el periodista Andy Greene señaló que aunque Radiohead había seguido a «Creep» con «algo de la música más innovadora y aclamada de los últimos 30 años», seguía siendo su canción más famosa. The Guardian nombró a «Creep» como la canción número 34 entre las mejores de Radiohead en 2020 y escribió: «Al final, la negación de la canción por parte de la banda cerró el círculo de su credibilidad. Hoy en día, “Creep” es una broma, pero todos estamos felizmente en él». En 2021, Rolling Stone nombró a «Creep» como la 118.ª mejor canción de todos los tiempos.

### Remixde 2021
En julio de 2021, Yorke lanzó «Creep (Very 2021 Rmx)», una versión remezclada de «Creep». El remix se basa en una versión extendida en el tiempo de la versión acústica de «Creep», extendiéndola a nueve minutos, con sintetizadores «espeluznantes». Yorke contribuyó con el remix a un espectáculo del diseñador de moda japonés Jun Takahashi, quien proporcionó obras de arte y un video musical animado. Vogue describió el remix como «inquietante y sobrio», y Classic Rock lo describió como «mareado» y «desconcertante». Rolling Stone dijo que era una pista adecuada para la pandemia de COVID-19, cuando «el sentido del tiempo se distorsiona y los momentos singulares pueden parecer fugaces y prolongados simultáneamente».

### Versiones
En abril de 2008, el músico estadounidense Prince hizo una versión de «Creep» en el Festival de Música y Artes de Coachella Valley. Se compartió en línea una grabación bootleg, pero se eliminó a pedido de Prince; después de ser informado de la situación en una entrevista, Yorke dijo: «Bueno, dile que la desbloquee. Es nuestra canción». «Creep» también ha sido versionada por artistas como Frank Bennett, Postmodern Jukebox, The Pretenders, Kelly Clarkson, Tears for Fears, Arlo Parks, The Scala & Kolacny Brothers, R3hab, Mónica Naranjo, Mxmtoon Sophie Koh y Paul Gannon. El actor Jim Carrey hizo una versión de la canción en Arlene's Grocery.

## En la cultura popular
La versión de Scala & Kolacny Brothers de «Creep» se usó en el tráiler de la película The Social Network de 2010, lo que creó una tendencia para los tráileres que usan versiones espeluznantes y lentas de canciones pop reconocibles. Una versión cantada por Diego Luna aparece en la película animada de 2014 El libro de la vida. Según el director, Jorge Gutiérrez, Radiohead le dijo: «Por primera vez, la forma en que estoy usando la canción es exactamente como se supone que debe usarse. Dijeron que es para un adolescente que siente que no encaja». La versión acústica de «Creep» se usa en la película de 2023 Guardians of the Galaxy Vol. 3, con el personaje Rocket Racoon (interpretado por Bradley Cooper) tarareando junto a él.

## Infracción de derechos de autor
La progresión de acordes y la melodía en «Creep» es similar a la de la canción de 1972 «The Air That I Breathe», escrita por Albert Hammond y Mike Hazlewood. Después de que Rondor Music, el editor de «The Air That I Breathe», emprendiera acciones legales, Hammond y Hazlewood recibieron créditos de coautoría y un porcentaje de las regalías. Hammond dijo que Radiohead fue honesto acerca de haber reutilizado la composición, por lo que él y Hazlewood aceptaron solo una pequeña parte de las regalías.

### Disputa con Lana Del Rey
En enero de 2018, la cantante estadounidense Lana Del Rey dijo en Twitter que Radiohead estaba tomando acciones legales contra ella por supuestamente plagiar «Creep» en su tema de 2017 «Get Free», y había pedido el 100 % de las regalías de publicación en lugar de la oferta de Del Rey del 40 %. Ella negó que «Creep» haya inspirado «Get Free». El editor de Radiohead, Warner Chappell Music, confirmó que estaba buscando créditos de composición para «todos los escritores» de «Creep», pero negó que se hubiera presentado una demanda o que Radiohead hubiera exigido el 100 % de las regalías. En marzo, Del Rey le dijo a una audiencia: «Mi demanda terminó, supongo que puedo cantar esa canción cuando quiera». Los créditos de escritura de «Get Free» no se actualizaron en la base de datos de la Sociedad Estadounidense de Compositores, Autores y Editores.

## Lista de canciones
Todas las pistas escritas por Radiohead.
| N.º | Título                    | Duración |  |
| 1.  | «Creep»                   | 3:53     |  |
| 2.  | «Lurgee»                  | 3:05     |  |
| 3.  | «Inside My Head»          | 3:07     |  |
| 4.  | «Million Dollar Question» | 3:10     |  |

| N.º | Título                   | Duración |  |
| 1.  | «Creep» (edit)           | 4:01     |  |
| 2.  | «Creep» (versión del LP) | 3:55     |  |

| N.º | Título                      | Duración |  |
| 1.  | «Creep»                     | 3:53     |  |
| 2.  | «Faithless, the Wonder Boy» | 4:14     |  |

| N.º | Título                   | Duración |  |
| 1.  | «Creep»                  | 4:00     |  |
| 2.  | «Anyone Can Play Guitar» | 3:37     |  |

| N.º | Título                     | Duración |  |
| 1.  | «Creep»                    | 3:53     |  |
| 2.  | «The Bends» (en vivo)      | 3:58     |  |
| 3.  | «Prove Yourself» (en vivo) | 2:28     |  |
| 4.  | «Creep» (en vivo)          | 3:50     |  |

| N.º | Título                      | Duración |  |
| 1.  | «Creep» (versión del álbum) | 3:58     |  |
| 2.  | «Yes I Am»                  | 4:24     |  |
| 3.  | «Blow Out» (remix)          | 4:18     |  |
| 4.  | «Inside My Head» (en vivo)  | 3:06     |  |

| N.º | Título                  | Duración |  |
| 1.  | «Creep» (acústica)      | 4:19     |  |
| 2.  | «You» (en vivo)         | 3:39     |  |
| 3.  | «Vegetable» (en vivo)   | 3:07     |  |
| 4.  | «Killer Cars» (en vivo) | 2:17     |  |

| N.º | Título                      | Duración |  |
| 1.  | «Creep» (versión del álbum) | 3:58     |  |
| 2.  | «Yes I Am»                  | 4:25     |  |
| 3.  | «Inside My Head» (en vivo)  | 3:07     |  |
| 4.  | «Creep» (acústica)          | 4:19     |  |

| N.º | Título      | Duración |  |
| 1.  | «Creep»     | 3:55     |  |
| 2.  | «The Bends» | 3:58     |  |

## Personal
Adaptado de las notas del folleto de lanzamiento original, excepto donde se indique:
Radiohead
- Thom Yorke – voz
- Jonny Greenwood – guitarra eléctrica, piano
- Ed O'Brien – guitarra rítmica
- Colin Greenwood – bajo
- Phil Selway – batería

Técnicos
- Sean Slade – producción, ingeniero; mezcla[94]
- Paul Q. Kolderie – producción, ingeniero; mezcla[94]

Portada
- Icon – diseño
- Steve Gullick – fotografía
- Maurice Burns – pintura («Craigavon Under Age Drinkers Rule»)

## Posicionamiento en las listas
| Lista (1992–2016)                  | Posición más alta |
| ---------------------------------- | ----------------- |
| Australia (ARIA)                   | 6                 |
| Austria (Ö3 Austria Top 40)        | 15                |
| Bélgica (Flandes) (Ultratop 50)    | 37                |
| Bélgica (Valonia) (Ultratop 50)    | 8                 |
| Francia (SNEP)                     | 17                |
| Irlanda (IRMA)                     | 13                |
| Países Bajos (Dutch Top 40)        | 17                |
| Países Bajos (Mega Single Top 100) | 13                |
| Nueva Zelanda (Recorded Music NZ)  | 19                |
| Noruega (VG-lista)                 | 3                 |
| Suecia (Sverigetopplistan)         | 35                |
| Suiza (Schweizer Hitparade)        | 39                |

| Lista (1993)                  | Posición |
| ----------------------------- | -------- |
| Australia (ARIA)              | 91       |
| Países Bajos (Single Top 100) | 97       |

| Lista (1996)                   | Posición |
| ------------------------------ | -------- |
| Bélgica (Ultratop 50 Wallonia) | 30       |
| Francia (SNEP)                 | 94       |

| Lista (2012)   | Posición |
| -------------- | -------- |
| Francia (SNEP) | 191      |

## Certificaciones
| Región | Certificación | Ventas     |
| --- | ------------- | ---------- |
| Australia (ARIA) | Oro           | 35 000^    |
| Canadá (Music Canada) | 5x Platino    | 400 000*   |
| Dinamarca (IFPI Dinamarca) | Oro           | 45 000*    |
| Italia (FIMI) | 2x Platino    | 100 000*   |
| Reino Unido (BPI) | 2x Platino    | 1 200 000* |
| ^ Cifras de envíos basadas únicamente en la certificación * Cifras de ventas + transmisión de doble daga basadas solo en la certificación |               |            |